# Месхенет

Месхенет на цеглині народження

Месхенет

Месхенет (також Мешен [е] т, Месхент) - у єгипетській міфології богиня, яка зустрічала людину при її появі на світ, покровителька породіль і помічниця повитух. Коли дитина з'являється на світ і видає перший крик, Месхенет від радості пускається в танець, а Бес і Таурт відлякують злих духів, які направляються до новонародженого. Потім Месхенет разом з чоловіком Шаі вирушає до Небесного Дерева (Дерева Хатхор) дізнатися долю народженого у Семи небесних богинь. З цього моменту Шаї стає ангелом-охоронцем людини, а Месхенет - його оракулом. Подружжя починають стежити за поведінкою людини за життя, щоб на суді в потойбічному світі розповісти про всі вчинки богам Великої Еннеади. ЇЇ зображували у вигляді молодої жінки у головному уборі з різнокольорового пір'я, у супроводі волохатих виродків-карликів Бесів і богині Таурт. 

Чоловік: Шаі. 
| F31 | s | Aa1 · n | t · pr | B1 |

 мс х н т